# Breed 40
Het pand aan de Breed 40 is een 19e-eeuws woonhuis in de Binnenstad van de Nederlandse stad Hoorn, Noord-Holland. Het pand werd op 16 november 1965 ingeschreven in het monumentenregister. De gevel dateert van rond 1790, maar het woonhuis is uit de 19e eeuw.
Het pand behoort tot de zogenaamde Kaagpanden. Hier behoren ook het naastgelegen pand op nummer 38, dat staat bekend als de Gekroonde Jaagschuit, en het pand aan de Achterom 102 bij, dat als pakhuis van de Gekroonde Jaagschuit dienst deed. De panden waren samen verbonden en werden in 1996 van elkaar gescheiden tijdens een restauratie door Stadsherstel Hoorn. Bij de scheiding ontstonden vier aparte eenheden waarvan Breed 40 er een is.

## Exterieur
De gevel, die op vlucht staat, en het dakvlak zijn van rond 1790. De gevel werd geplaatst namens de bewoner Hermanus van Berkel. Van Berkel was een vooraanstaand politicus en had eveneens een economisch vooraanstaande positie in Hoorn. Vanwege de beide belangrijke posities liet hij voor zijn woning een nieuwe gevel plaatsen in de Lodewijk XIV-stijl.
Voor het pand staan drie stoeppalen met kettingen, deze behoren eveneens tot het rijksmonument. De gevel is twee bouwlagen hoog. Rondom de voordeur een gesneden deuromlijsting, aan weerszijden van de deur een pijler uitkomende in een console die gelijk is aan de vier consoles onder de gevellijst. De voordeur is zelf ook gedecoreerd met, onder andere, een vaas, festoenen en een deurknop. Boven de voordeur een bovenlicht met daarin vier in het midden bij elkaar komende pijlen.
Links van de deur twee grote vensters. Op de eerste verdieping drie vensters met elk vier ruiten. Boven de verdieping een rechte kroonlijst in de vorm van een tandlijst ondersteund door vier consoles. Op het wolfsdak een dakkapel met vaas en guirlandes. Boven de dakkapel een hoge bakstenen schoorsteen. Op de schoorsteen een houten lijst met een loden heuf; een afdak in de vorm van een tentdak.
In de tuin, aan de achterzijde, bevindt zich nog een pomp.

## Interieur
De originele indeling is in de loop der jaren gewijzigd. De originele indeling, zoals Van Berkel deze had, is bekend doordat na zijn overlijden een inventaris van het pand is opgesteld. De begane grond bestond uit een hal lopende van de voor- naar de achterdeur met daarnaast een voor-, tussen- en achterkamer. In de voor- en achterkamer bevonden zich stookplaatsen. De schouw in de voorkamer was rijk gedecoreerd met oogstatributen en een vrijheidshoed. De schoorsteenmantel was van marmer en had een houten betimmering. In het midden van deze betimmering was een spiegel geplaatst. De spiegel werd geflankeerd door twee kandelaars. Spiegel en kandelaars werden later met het huis verkocht.
De tussenkamer was voorzien van een bedstede, die in 1996 is omgebouwd tot een vaste kast. Het plafond is hier verlaagd, het is niet bekend of het plafond ten tijde van Van Berkel is verlaagd of dat het later is gebeurd. Boven het verlaagde plafond is een ruimte aangebracht, deze is bereikbaar middels een luik dat in de trapomkleding is aangebracht.
Intern zijn de drie panden met elkaar verbonden. Zo bevinden de wc (indertijd het secreet) en de keuken van het woonhuis zich op het grondgebied van Achterom 102. Dit is later gedaan, waardoor een raam dat zich in de achtergevel bevond nu een binnenraam is geworden. In de keuken bevonden zich een grote schouw en een groot raam dat uitziet op de tuin.

## Trivia
Dat het pand achter de gevel van latere datum is wordt façadisme genoemd. Bij façadisme wordt een gevel behouden, vaak om historische redenen, en het achtergelegen pand gesloopt.